# Teatrul vechi din Arad
Teatrul vechi sau Teatrul Hirschl este o clădire declarată monument istoric situată pe strada Gheorghe Lazăr, în municipiul Arad și care este primul edificiu de teatru permanent de pe teritoriul României fiind construită în anul 1817. 

## Descriere
Edificiul, construit în stil baroc și ridicat în anii 1816-1817, la inițiativa comerciantului de origine vieneză Iacob Hirschl, este socotit drept cel mai vechi edificiu teatral permanent din țară. Fațada principală și-a menținut, în mare parte, aspectul anterior; elementele cele mai remarcabile sunt cele trei porți care se înșiruiesc la parter.
Fațada este frumos decorată de niște pilaștri semiîngropați, prevăzuți cu ornamente florale.
Pe scena acestui teatru s-au desfășurat remarcabile spectacole în limbile maghiară, română și germană. 
În toamna anului 1817, în luna noiembrie, aici și-a desfășurat activitatea o trupă de teatru german condusă de Cristofor Kun.
Primul eveniment de seamă al teatrului, imediat după inaugurare, a fost prezentarea pe scena Thaliei, la 27 februarie 1818, a unui spectacol în limba română, de către elevii Preparandiei arădene manifestare, care se încadrează în rândul primelor reprezentații teatrale românești în țară. Printre trupele care au urcat pe scene trebuie menționată și cele ale lui Mihai Pascaly și Matei Millo, venite de la București. Cu o asemenea ocazie, Mihai Eminescu participă în calitate de sufleur într-un spectacol susținut de trupa lui Mihai Pascaly în anul 1868. Departe de a fi un act cultural izolat, reprezentațiile au fost continuate în anii următori. Existența unei clădiri permanente, în decursul anilor, a adus pe scena sălii de spectacole numeroase trupe de prestigiu și o serie de artiști ca Treuman în 1845, sau Johan Strauss fiul în concertul din 1847.
Teatrul, ca instituție, a funcționat într-un imobil format din două corpuri de clădiri, Casa Hirschl și Teatrul Vechi.
În anul 1907 clădirea a fost transformată în cinematograful Urania, fiind printre primele din țară. La 16 aprilie 1913, aici a avut loc prima reprezentație cu un film românesc: „Războiul Independenței", film care avusese premiera la 1 septembrie 1912, la București , în sala „Eforie".
Clădirea, ajunsă într-o avansată stare de degradare, a fost retrocedată urmașilor fostului proprietar Iacob Hirschl. Primăria Arad vrea să cumpere clădirea primului Teatru permanent din România, să o restaureze. Actualii proprietari au spus că sunt de acord să renunțe la clădirea teatrului vechi, contra unei sume de bani.